# Marina Wiktorowna Chochlowa
Marina Wiktorowna Chochlowa (russisch Марина Викторовна Хохлова; * 2. August 1967) ist eine ehemalige sowjetische Naturbahnrodlerin.
Marina Chochlowa nahm an drei internationalen Meisterschaften teil: 1987 belegte sie bei der Europameisterschaft in Jesenice als beste ihres Landes den elften Platz, 1989 wurde sie bei der Europameisterschaft in Garmisch-Partenkirchen Vierzehnte und 1990 erreichte sie bei der Weltmeisterschaft in Gsies den fünften Platz. Nach dem Ende ihrer aktiven Karriere wurde sie Trainerin für den Naturbahnrodelsport.

## Erfolge

### Weltmeisterschaften
- Gsies 1990: 5. Einsitzer

### Europameisterschaften
- Jesenice 1987: 11. Einsitzer
- Garmisch-Partenkirchen 1989: 14. Einsitzer